# Попов, Сергей Вячеславович
Попов Сергей Вячеславович — действительный член (академик) Академии наук Республики Саха (Якутия), доктор физико-математических наук, профессор.
Сергей Вячеславович родился 29 июня 1960 в с. Эльгяй Сунтарского р-на ЯАССР. В 1977 году окончил ВВСШ № 2. Попов С. В. имеет большой опыт научно-организационной работы: с 2001 — заместитель директора по НИР НИИ математики СВФУ им. М. К. Аммосова, заведующий кафедрой математического анализа, член Совета ФМФ «Ленский край», заместитель председателя диссертационного совета при СВФУ им. М. К. Аммосова по защите диссертаций по физ.-мат. наукам, руководитель научно-методического кружка при кафедре математического анализа.
В 1992—1996 гг. — заместитель декана по научной работе МФ ЯГУ, ученый секретарь УС МФ ЯГУ. 1989—2011 — директор ЗМШ ИМИ СВФУ. С 2000 — председатель предметной комиссии и жюри Международных олимпиад «Туймаада», муниципальных и региональных этапов Всероссийских олимпиад школьников по математике в РС (Я), чемпионата по элементарной математике ИМИ СВФУ, отв. секретарь, зам. председателя Оргкомитета I—VII Международных конференций по математическому моделированию, зам. главного редактора журнала «Математические заметки СВФУ», C 01 марта 2018 года по 02 июля 2020 года — главный ученый секретарь Академии наук Республики Саха (Якутия). С 02 июля по н/в — Вице-президент Академии наук Республики Саха (Якутия).

## Трудовая деятельность
- 1977—1982 учеба на мехмате НГУ, математик.
- 1982—1984 служба в ВВС СА.
- 1984—1988 стажировка, аспирантура в ММФ НГУ,
- 1988—1999 — ассистент, ст. преподаватель, доцент, профессор каф. МА ЯГУ, В 1992—1996 гг. — заместитель декана по научной работе МФ ЯГУ, ученый секретарь УС МФ ЯГУ.
- 1989—2011 — директор ЗМШ ИМИ СВФУ
- С 1999 г. — заведующий кафедрой математического анализа Института математики и информатики СВФУ им. М. К. Аммосова
- С 2018 г. — главный ученый секретарь Академии наук РС(Я).

Попов С. В. принимает участие в подготовке научных кадров: преподает в ЯГУ-СВФУ с 1988 г. на кафедре математического анализа прошел все ступени: ассистент, старший преподаватель, доцент, профессор, зав. кафедрой.
В 1990 году защитил диссертацию на соискание ученой степени кандидата физико-математических наук на тему «Краевые задачи для прямо и обратно параболических уравнений» по специальности «дифференциальные уравнения» в диссертационном совете при Новосибирском государственном университете. 20 июня 2000 г. защитил докторскую диссертацию на тему: «Классы корректности краевых задач для параболических уравнений с меняющимся направлением эволюции» в диссертационном совете при Новосибирском государственном университете.
Основное направление работ: Теория дифференциальных уравнений с частными производными, в частности, неклассические дифференциально-операторные уравнения смешанного типа, обратные задачи для классических и неклассических уравнений математической физики, гладкие решения параболических уравнений с меняющимся направлением эволюции. Методика углубленного преподавания математики в средних, специализированных и высших учебных заведениях.
Внес вклад в разработку теории дифференциальных уравнений с частными производными. Исследовал ряд сложных краевых задач для 2n-параболических уравнений с меняющимся направлением времени, где разработал новый метод построения и исследования с помощью фундаментальных и элементарных решений Пини-Каттабрига; рассмотрены вопросы разрешимости и гладкости решений для неклассических дифференциально-операторных уравнений; исследованы индефинитные спектральные задачи в случае общей матрицы условий склеивания, которые используются при изучении краевых задач для неклассических уравнений, разрешимости пространственно-нелокальных краевых задач с общим условием А. А. Самарского, вопросы разрешимости и гладкости дифференциально-операторных уравнений смешанного типа, обратные задачи для классических и неклассических уравнений математической физики.
С. В. Попов — автор и соавтор 142 научных и научно-методических работ, в том числе 1 монографии, 21 учебных пособий.
Заместитель председателя диссертационного совета при СВФУ по защите диссертаций по физ.-мат. наукам, член ОУС АН РС(Я) по физико-техническим наукам, зам. главного редактора журнала «Математические заметки ЯГУ».
Под руководством Попова С. В. успешно защитили диссертации и стали кандидатами физико-математических наук 8 аспирантов кафедры.

## Награды и звания
1. Заслуженный работник высшей школы Российской Федерации (Указ Президента РФ от 10.09.2017 г., № 416 Архивная копия от 13 ноября 2020 на Wayback Machine)
2. Лауреат Государственной премии Республики Саха (Якутия) имени М. А. Алексеева в области педагогики
3. Заслуженный деятель науки Республики Саха (Якутия)" (2006 г.)
4. Почетный работник высшего профессионального образования России (2009 г.)
5. Почётная грамота министерства науки и профессионального образования РС(Я) (2003 г.)
6. Почётная грамота министерства образования и науки РФ (2004 г.)
7. Лауреат конкурса «100 лучших вузов России» в номинации «Преподаватель года» (30 июня 2012 г., г. Санкт-Петербург)
8. Благодарственное письмо ректора СВФУ «За эффективное научное руководство аспирантами» (2013 г.)
9. Нагрудный знак «Отличник образования Республики Саха (Якутия)» (30 июня 2014 г.)
10. Стипендиат Первого Президента РС (Я) М. Е. Николаева «Знанием победишь» (2009 г.)
11. Награжден почетным серебряным знаком отличия "За вклад в развитие физико-математического форума «Ленский край» (24 июня 2014 г.)
12. Нагрудный знак министерства образования и науки Республики Саха (Якутия) «Учитель Учителей» (2020 г.)

## Научные интересы
Специалист по теории дифференциальных уравнений с частными производными. Внес вклад в разработку теории дифференциальных уравнений с частными производными. Исследовал ряд трудных краевых задач для 2n-параболических уравнений с меняющимся направлением времени с общими условиями сопряжения (склеивания), где разработал новый метод построения и исследования с помощью фундаментальных и элементарных решений Пини-Каттабрига; привел новое усиление доказательства теоремы Н. И. Мусхелишвили о поведении интеграла типа Коши на концах контура интегрирования и в точках разрыва плотности. Развита теория корректности локальных и нелокальных краевых задач для неклассических дифференциальных уравнений, в частности, рассмотрел вопросы разрешимости и гладкости решений для неклассических дифференциально-операторных уравнений, в которых оператор при старшей производной n=3,4,… незнакоопределен или не обратим.